# 瓦尔登堡 (巴塞尔乡村州)
瓦尔登堡（德語：Waldenburg，瑞士標準德語發音：[ˈvaldn̩bʊrɡ] ⓘ）是瑞士巴塞尔乡村州的市镇，面积8.30平方千米，2018年12月31日总人口为1,081人。